# رود كيلر
رود كيلر هو عسكري كندي، ولد في 2 أكتوبر 1900 في Tetbury ‏ في المملكة المتحدة، وتوفي في 21 يونيو 1954 في نورماندي في فرنسا.